# Werther (Turíngia)
Werther é um município da Alemanha localizado no distrito de Nordhausen, estado da Turíngia.